# Goszczowice
Goszczowice (niem. Guschwitz, Buchengrund (1936-1947)) – wieś w Polsce położona w województwie opolskim, w powiecie opolskim, w gminie Tułowice.

## Nazwa
W 1295 w kronice łacińskiej Liber fundationis episcopatus Vratislaviensis (pol. Księga uposażeń biskupstwa wrocławskiego) miejscowość wymieniona jest jako Grosticz we fragmencie Grosticz utroque decima more polonico.
15 marca 1947 r. ustalono urzędową polską nazwę miejscowości – Goszczowice, określając drugi przypadek jako Goszczowic, a przymiotnik – goszczowicki.

## Turystyka
W pobliżu miejscowości znajduje się użytek ekologiczny Doły Goszczowickie, znajduje się tam też kościół.

## Historia

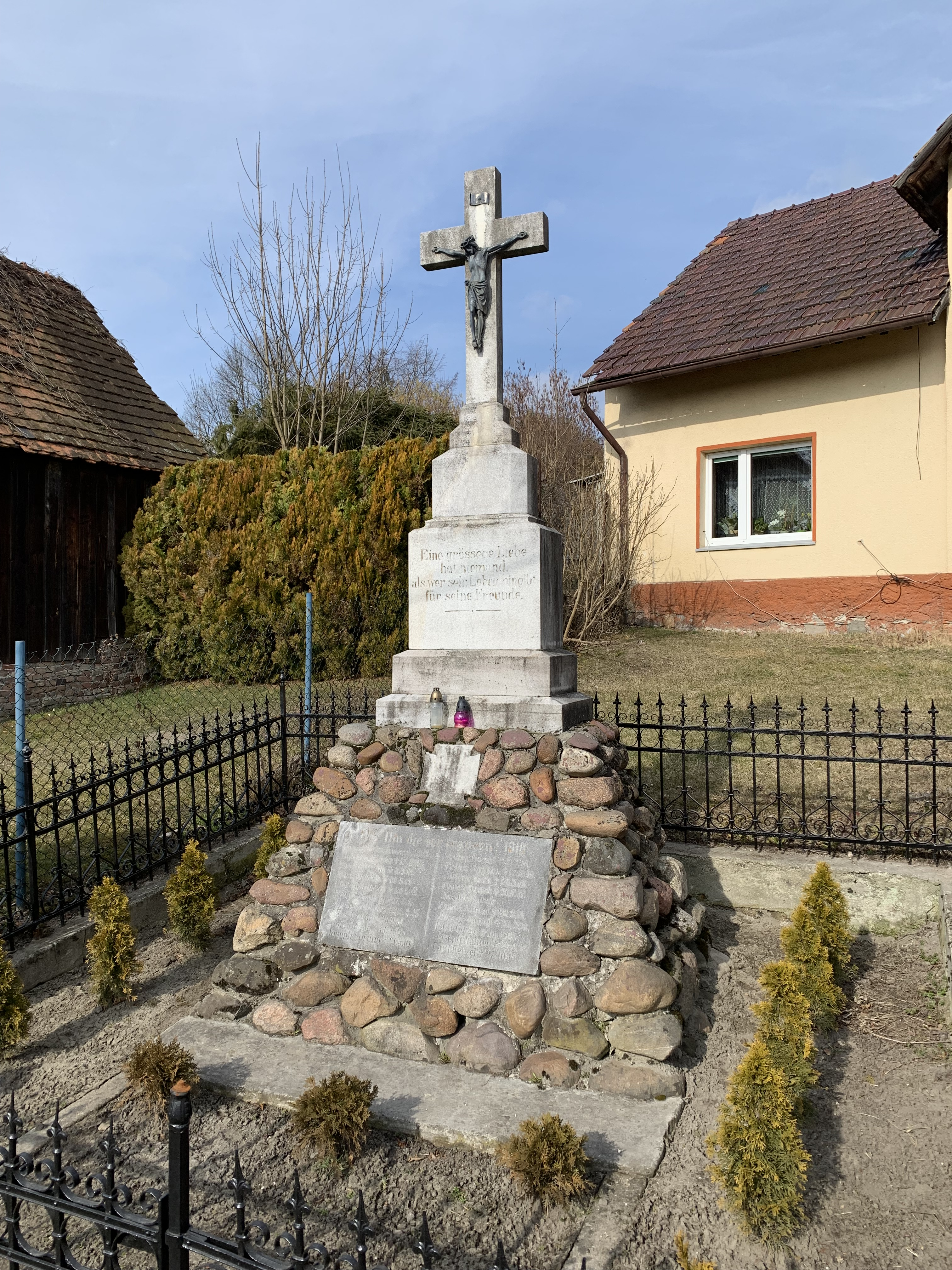
Pomnik poległych mieszkańców wsi

Goszczowice po raz pierwszy wymienione były w 1295. Ich historia silnie została przywiązana z Opolem i Tułowicami. 
Od końca XVIII w. wieś posiadała własną pieczęć gminną, na której wizerunku przedstawiono stojącego chłopa w kapeluszu z kosą w rękach.
W 1845 wieś ta liczyła 66 domów, tawernę i kościółek katolicki. W tym samym roku w Goszczowicach mieszkało 391 osób, w tym 24 protestantów. W 1933 Goszczowice liczyły sobie 571 mieszkańców, a w 1939 - 510.